# بيتر ولش
بيتر ولش (بالإنجليزية: Peter Welsh)‏ هو منافس ألعاب قوى نيوزيلندي، ولد في 16 يوليو 1943 في دنيدن في نيوزيلندا.

## وصلات خارجية
- بيتر ولش على موقع الاتحاد الدولي لألعاب القوى (الإنجليزية)
- بيتر ولش على موقع أوليمبيديا (الإنجليزية)